# Стая птиц

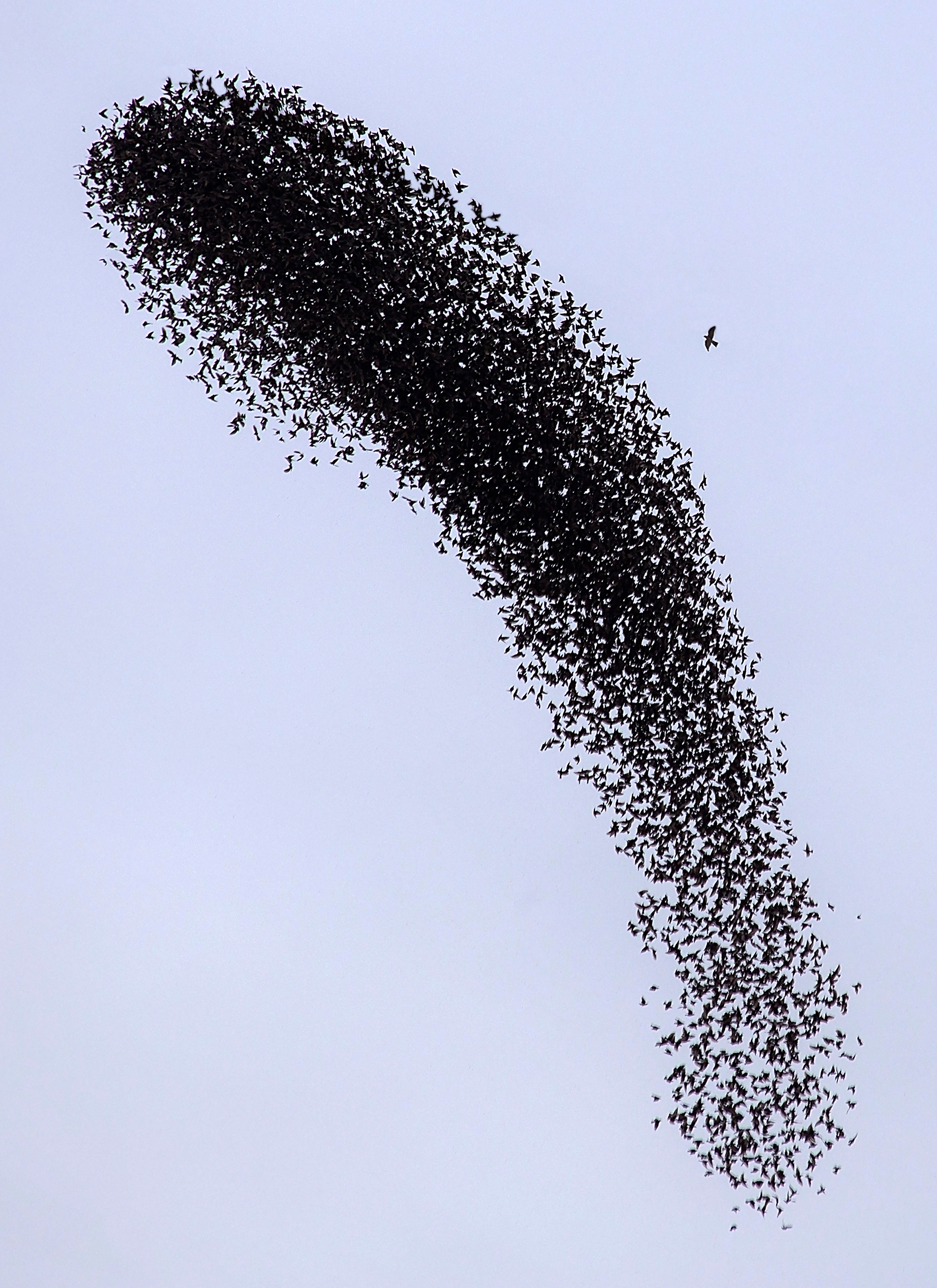
Стая скворцов и хищная птица

Стая птиц — временная группа птиц, активно поддерживающих взаимный контакт и координирующих свои действия. Состоит обычно из особей одного вида, но может состоять из особей разных видов, разного пола и возраста. Стаи птиц образуются обычно вне периода гнездования. В стае птицам легче разыскивать корм или ловить добычу, защищаться от хищников, выбирать место ночёвки, ориентироваться в пространстве при перелётах. Закономерности и формы сигнализации между птицами в стае изучались нобелевским лауреатом Григорио Париси.